# Abbaye Saint-Antoine-des-Champs

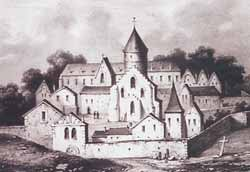
Abbaye Saint-Antoine-des-Champs

Abbaye Saint-Antoine-des-Champs eller Abbaye Saint-Antoine var ett romersk-katolskt kloster för kvinnor ur cisterciensorden i Paris i Frankrike.
Redan 1198 fanns ett hus för före detta prostituerade som övergått till benediktinorden på platsen, men det hade inte klosterprivilegier. Klostret grundades för cisterciensorden av biskop Odon de Sully år 1204. Det fick privilegier som ett kungligt kloster 1229 och gynnades av kungamakten genom att bland annat undantas från skråväsendet, vilket gjorde att många skrålösa hantverkare bosatte sig på mark tillhörande klostret. Marie Gabrielle Éléonore de Bourbon var dess abbedissa 1723-1760. 
År 1790 gjordes en statlig sammanställning om klostrets egendom och innevånare, och i februari 1791 stängdes klostret och drogs in av staten i enlighet med lagen om konfiskationen av prästerskapets egendom under Avkristningen under franska revolutionen. Byggnaden blev ett sjukhus 1795 och 1802 grundades sjukhuset Hôpital Saint-Antoine i byggnaden. 